# Радоня (Сілезьке воєводство)
Радоня (пол. Radonia) — село в Польщі, у гміні Вельовесь Гливицького повіту Сілезького воєводства.
Населення — 416 осіб (2011).
У 1975—1998 роках село належало до Катовицького воєводства.

## Демографія
Демографічна структура станом на 31 березня 2011 року:
|          | Загалом | Допрацездатний вік | Працездатний вік | Постпрацездатний вік |
| -------- | ------- | ------------------ | ---------------- | -------------------- |
| Чоловіки | 185     | 35                 | 125              | 25                   |
| Жінки    | 231     | 49                 | 133              | 49                   |
| Разом    | 416     | 84                 | 258              | 74                   |